# Andriej Gromow
Andriej Walerjewicz Gromow (ros. Андрей Валерьевич Громов) (ur. 24 lutego 1970) – rosyjski brydżysta, Arcymistrz Światowy (PZBS), World Life Master (WBF), European Grand Master (EBL).

## Wyniki brydżowe

### Olimpiady
Na olimpiadach uzyskał następujące rezultaty:
| Olimpiady brydżowe. Zawody teamów | Olimpiady brydżowe. Zawody teamów | Olimpiady brydżowe. Zawody teamów | Olimpiady brydżowe. Zawody teamów | Olimpiady brydżowe. Zawody teamów | Olimpiady brydżowe. Zawody teamów |
| Rok                               | Miejsce                           | Zawody                            | Kategoria                         | Drużyna                           | Pozycja                           |
| --------------------------------- | --------------------------------- | --------------------------------- | --------------------------------- | --------------------------------- | --------------------------------- |
| 2012                              | Lille                             | 2. Olimpiada Sportów Umysłowych   | Open                              | Rosja                             | 5                                 |
| 2008                              | Pekin                             | 1. Olimpiada Sportów Umysłowych   | Open                              | Rosja                             | 29                                |
| 2004                              | Stambuł                           | 12. Olimpiada Teamów              | Open                              | Rosja                             | 3                                 |
| 1996                              | Rodos                             | 10. Olimpiada Teamów              | Open                              | Rosja                             | 5                                 |
| 1992                              | Salsomaggiore                     | 9. Olimpiada Teamów               | Open                              | WNP                               | 23                                |

| Olimpiady brydżowe. Zawody Indywidualne | Olimpiady brydżowe. Zawody Indywidualne | Olimpiady brydżowe. Zawody Indywidualne | Olimpiady brydżowe. Zawody Indywidualne | Olimpiady brydżowe. Zawody Indywidualne |
| Rok                                     | Miejsce                                 | Zawody                                  | Kategoria                               | Pozycja                                 |
| --------------------------------------- | --------------------------------------- | --------------------------------------- | --------------------------------------- | --------------------------------------- |
| 2008                                    | Pekin                                   | 1 Olimpiada Sportów Umysłowych          | Open                                    | 3                                       |

### Zawody światowe
W światowych zawodach zdobył następujące lokaty:
| Mistrzostwa Świata. Konkurencja teamów | Mistrzostwa Świata. Konkurencja teamów | Mistrzostwa Świata. Konkurencja teamów  | Mistrzostwa Świata. Konkurencja teamów | Mistrzostwa Świata. Konkurencja teamów | Mistrzostwa Świata. Konkurencja teamów |
| Rok                                    | Miejsce                                | Zawody                                  | Kategoria                              | Drużyna                                | Pozycja                                |
| -------------------------------------- | -------------------------------------- | --------------------------------------- | -------------------------------------- | -------------------------------------- | -------------------------------------- |
| 2013                                   | Nusa Dua                               | 41. Mistrzostwa Świata Teamów           | Trans                                  | Gromov                                 | 13                                     |
| 2011                                   | Veldhoven                              | 40. Mistrzostwa Świata Teamów           | Trans                                  | Parimatch                              | 3                                      |
| 2010                                   | Filadelfia                             | 13. Seria Mistrzostw Świata             | Open                                   | Parimatch                              | 17                                     |
| 2009                                   | São Paulo                              | 39. Mistrzostwa Świata Teamów           | Open                                   | Rosja                                  | 5                                      |
| 2009                                   | São Paulo                              | 39. Mistrzostwa Świata Teamów           | Trans                                  | Rosja                                  | 4                                      |
| 2008                                   | Pekin                                  | 1. Olimpiada Sportów Umysłowych         | Miksty                                 | Rosja                                  | 2                                      |
| 2007                                   | Szanghaj                               | 38. Mistrzostwa Świata Teamów           | Trans                                  | Rosja                                  | 2                                      |
| 2006                                   | Werona                                 | 12. Mistrzostwa Świata                  | Open                                   | Rosja                                  | 17                                     |
| 2005                                   | Estoril                                | 37. Mistrzostwa Świata Teamów           | Open                                   | Rosja                                  | 13                                     |
| 2005                                   | Estoril                                | 37. Mistrzostwa Świata Teamów           | Trans                                  | 777                                    | 3                                      |
| 2002                                   | Montreal                               | 11. Mistrzostwa Świata                  | Open                                   | Gromov                                 | 33                                     |
| 2001                                   | Paryż                                  | 35. Mistrzostwa Świata Teamów           | Trans                                  | Gromov                                 | 21                                     |
| 2001                                   | Paryż                                  | 35. Mistrzostwa Świata Teamów           | Open                                   | Rosja                                  | 10                                     |
| 1998                                   | Lille                                  | 10. Mistrzostwa Świata                  | Open                                   | Gromov                                 | 33                                     |
| 1996                                   | Rodos                                  | 1. Mistrzostwa Świata Teamów Mikstowych | Miksty                                 | Gromov                                 | 10                                     |

| Mistrzostwa Świata. Konkurencja par | Mistrzostwa Świata. Konkurencja par | Mistrzostwa Świata. Konkurencja par | Mistrzostwa Świata. Konkurencja par | Mistrzostwa Świata. Konkurencja par | Mistrzostwa Świata. Konkurencja par |
| Rok                                 | Miejsce                             | Zawody                              | Kategoria                           | Partner                             | Pozycja                             |
| ----------------------------------- | ----------------------------------- | ----------------------------------- | ----------------------------------- | ----------------------------------- | ----------------------------------- |
| 2010                                | Filadelfia                          | 13. Mistrzostwa Świata              | Miksty                              | Wiktorija Gromowa                   | 7                                   |
| 2010                                | Filadelfia                          | 13. Mistrzostwa Świata              | Open                                | Aleksandr Dubinin                   | 52                                  |
| 2006                                | Werona                              | 12. Mistrzostwa Świata              | Open                                | Aleksandr Dubinin                   | 28                                  |
| 2006                                | Werona                              | 12. Mistrzostwa Świata              | Miksty                              | Wiktorija Gromowa                   | 6                                   |
| 2002                                | Montreal                            | 11. Mistrzostwa Świata              | Open                                | Aleksandr Pietrunin                 | 119                                 |
| 1995                                | Ghent                               | 1. Mistrzostwa Świata Par Juniorów  | Juniorzy                            | Jurij Chiuppenen                    | 22                                  |
| 1994                                | Albuquerque                         | 9. Mistrzostwa Świata               | Open                                | Andriej Szudniew                    | 56                                  |
| 1990                                | Genewa                              | 8. Mistrzostwa Świata               | Open                                | Leonid Karietnikow                  | 71                                  |

| Mistrzostwa Świata. Konkurencja indywidualna | Mistrzostwa Świata. Konkurencja indywidualna | Mistrzostwa Świata. Konkurencja indywidualna | Mistrzostwa Świata. Konkurencja indywidualna | Mistrzostwa Świata. Konkurencja indywidualna | Mistrzostwa Świata. Konkurencja indywidualna |
| Rok                                          | Miejsce                                      | Zawody                                       | Kategoria                                    | Pozycja                                      |                                              |
| -------------------------------------------- | -------------------------------------------- | -------------------------------------------- | -------------------------------------------- | -------------------------------------------- | -------------------------------------------- |
| 2004                                         | Werona                                       | 6. Indywidualne Mistrzostwa Świata           | Open                                         | 24                                           |                                              |
| 2000                                         | Ateny                                        | 5. Indywidualne Mistrzostwa Świata           | Open                                         | 3                                            |                                              |
| 1996                                         | Paryż                                        | 3. Indywidualne Mistrzostwa Świata           | Open                                         | 46                                           |                                              |

### Zawody europejskie
W europejskich zawodach zdobył następujące lokaty:
| Zawody europejskie. Konkurencja teamów | Zawody europejskie. Konkurencja teamów | Zawody europejskie. Konkurencja teamów    | Zawody europejskie. Konkurencja teamów | Zawody europejskie. Konkurencja teamów | Zawody europejskie. Konkurencja teamów |
| Rok                                    | Miejsce                                | Zawody                                    | Kategoria                              | Drużyna                                | Pozycja                                |
| -------------------------------------- | -------------------------------------- | ----------------------------------------- | -------------------------------------- | -------------------------------------- | -------------------------------------- |
| 2012                                   | Ejlat                                  | 11 Puchar Europy                          | Open                                   | BC-Real                                | 4                                      |
| 2012                                   | Dublin                                 | 51. Mistrzostwa Europy Teamów             | Open                                   | Rosja                                  | 10                                     |
| 2010                                   | Izmir                                  | 9. Puchar Europy Teamów                   | Open                                   | Matushko-Rus                           | 3                                      |
| 2010                                   | Ostenda                                | 50. Mistrzostwa Europy Teamów             | Open                                   | Rosja                                  | 8                                      |
| 2009                                   | Paryż                                  | 8. Puchar Europy                          | Open                                   | ABC-Russia                             | 5                                      |
| 2009                                   | San Remo                               | 4. Otwarte Mistrzostwa Europy             | Miksty                                 | Rosja                                  | 71                                     |
| 2009                                   | San Remo                               | 4. Otwarte Mistrzostwa Europy             | Open                                   | Bessis                                 | 33                                     |
| 2008                                   | Amsterdam                              | 7. Puchar Europy                          | Open                                   | ABC-Russia                             | 7                                      |
| 2008                                   | Pau                                    | 49. Mistrzostwa Europy Teamów             | Open                                   | Rosja                                  | 2                                      |
| 2007                                   | Wrocław                                | 6. Puchar Europy                          | Open                                   | SAPW-Poland                            | 2                                      |
| 2007                                   | Antalya                                | 3. Otwarte Mistrzostwa Europy             | Open                                   | Rosja                                  | 17                                     |
| 2007                                   | Antalya                                | 3. Otwarte Mistrzostwa Europy             | Miksty                                 | Rosja                                  | 2                                      |
| 2006                                   | Warszawa                               | 48. Mistrzostwa Europy Teamów             | Open                                   | Rosja                                  | 18                                     |
| 2005                                   | Bruksela                               | 4. Puchar Europy Teamów                   | Open                                   | GRNC-Russia                            | 10                                     |
| 2005                                   | Teneryfa                               | 2. Otwarte Mistrzostwa Europy             | Miksty                                 | Gromova                                | 9                                      |
| 2005                                   | Teneryfa                               | 2. Otwarte Mistrzostwa Europy             | Open                                   | Sazonov                                | 9                                      |
| 2004                                   | Malmö                                  | 47. Mistrzostwa Europy Teamów             | Open                                   | Rosja                                  | 4                                      |
| 2003                                   | Mentona                                | 1. Otwarte Mistrzostwa Europy             | Miksty                                 | Gromova                                | 86                                     |
| 2003                                   | Mentona                                | 1. Otwarte Mistrzostwa Europy             | Open                                   | Gromov                                 | 41                                     |
| 2002                                   | Salsomaggiore                          | 46. Mistrzostwa Europy Teamów             | Open                                   | Rosja                                  | 17                                     |
| 2002                                   | Ostenda                                | 7. Mistrzostwa Europy Mikstów             | Miksty                                 | Volina                                 | 91                                     |
| 2001                                   | Teneryfa                               | 45. Mistrzostwa Europy Teamów             | Open                                   | Rosja                                  | 4                                      |
| 2000                                   | Bellaria                               | 6. Mistrzostwa Europy Mikstów             | Miksty                                 | Volina                                 | 3                                      |
| 1999                                   | Malta                                  | 44. Mistrzostwa Europy Teamów             | Open                                   | Rosja                                  | 9                                      |
| 1998                                   | Akwizgran                              | 5. Mistrzostwa Europy Mikstów             | Miksty                                 | Volina                                 | 8                                      |
| 1997                                   | Montecatini                            | 43. Mistrzostwa Europy Teamów             | Open                                   | Rosja                                  | 12                                     |
| 1994                                   | Papendal                               | 14. Młodzieżowe Mistrzostwa Europy Teamów | Juniorzy                               | Rosja                                  | 6                                      |
| 1992                                   | Paryż                                  | 13. Młodzieżowe Mistrzostwa Europy Teamów | Juniorzy                               | WNP                                    | 8                                      |
| 1992                                   | Ostenda                                | 2. Mistrzostwa Europy Mikstów             | Miksty                                 | Gromov                                 | 35                                     |
| 1990                                   | Neumünster                             | 12. Młodzieżowe Mistrzostwa Europy Teamów | Juniorzy                               | ZSSR                                   | 11                                     |

| Zawody europejskie. Konkurencja par | Zawody europejskie. Konkurencja par | Zawody europejskie. Konkurencja par | Zawody europejskie. Konkurencja par | Zawody europejskie. Konkurencja par | Zawody europejskie. Konkurencja par |
| Rok                                 | Miejsce                             | Zawody                              | Kategoria                           | Partner                             | Pozycja                             |
| ----------------------------------- | ----------------------------------- | ----------------------------------- | ----------------------------------- | ----------------------------------- | ----------------------------------- |
| 2009                                | San Remo                            | 4. Otwarte Mistrzostwa Europy       | Open                                | Aleksandr Dubinin                   | 183                                 |
| 2009                                | San Remo                            | 4. Otwarte Mistrzostwa Europy       | Miksty                              | Wiktorija Gromowa                   | 10                                  |
| 2007                                | Antalya                             | 3. Otwarte Mistrzostwa Europy       | Open                                | Aleksandr Dubinin                   | 5                                   |
| 2007                                | Antalya                             | 3. Otwarte Mistrzostwa Europy       | Miksty                              | Wiktorija Gromowa                   | 5                                   |
| 2005                                | Teneryfa                            | 2. Otwarte Mistrzostwa Europy       | Open                                | Aleksandr Dubinin                   | 27                                  |
| 2005                                | Teneryfa                            | 2. Otwarte Mistrzostwa Europy       | Mikst                               | Wiktorija Gromowa                   | 189                                 |
| 2003                                | Mentona                             | 1. Otwarte Mistrzostwa Europy       | Open                                | Aleksandr Pietrunin                 | 284                                 |
| 2003                                | Mentona                             | 1. Otwarte Mistrzostwa Europy       | Mikst                               | Wiktorija Gromowa                   | 18                                  |
| 2000                                | Bellaria                            | 6. Mistrzostwa Europy Mikstów       | Mikst                               | Wiktorija Gromowa                   | 188                                 |
| 1999                                | Warszawa                            | 10. Mistrzostwa Europy Par          | Open                                | Aleksandr Pietrunin                 | 110                                 |
| 1998                                | Akwizgran                           | 5. Mistrzostwa Europy Mikstów       | Mikst                               | Natalja Karpienko                   | 138                                 |
| 1997                                | Haga                                | 9. Mistrzostwa Europy Par           | Open                                | Andriej Szudniew                    | 283                                 |
| 1996                                | Monte Carlo                         | 4. Mistrzostwa Europy Mikstów       | Mikst                               | Wiktorija Gromowa                   | 92                                  |
| 1995                                | Rzym                                | 8. Mistrzostwa Europy Par           | Open                                | Andriej Szudniew                    | 147                                 |
| 1994                                | Barcelona                           | 3. Mistrzostwa Europy Mikstów       | Miksty                              | Wiktorija Gromowa                   | 222                                 |
| 1993                                | Oberreifenberg                      | 2. Mistrzostwa Europy Par Juniorów  | Juniorzy                            | Wiktorija Wiengrinowicz             | 52                                  |
| 1993                                | Bielefeld                           | 7. Mistrzostwa Europy Par           | Open                                | Andriej Szudniew                    | 56                                  |
| 1992                                | Ostenda                             | 2. Mistrzostwa Europy Mikstów       | Mikst                               | Wiktorija Wiengrinowicz             | 11                                  |
| 1991                                | Fiesch                              | 1. Mistrzostwa Europy Par Juniorów  | Juniorzy                            | Andis Geste                         | 52                                  |
| 1991                                | Montecatini                         | 6. Mistrzostwa Europy Par           | Open                                | Aleksandr Ładyżenski                | 72                                  |

## Klasyfikacja
- Andriej Gromow – klasyfikacja PZBS
- Andriej Gromow – klasyfikacja WBF (ang.)
- Andriej Gromow – klasyfikacja EBL (ang.)
- Andriej Gromow – klasyfikacja FSBR (ros.)